# Демократичен съюз за интеграция
Демократичният съюз за интеграция (на македонска литературна норма: Демократска унија за интеграција; на албански: Bashkimi Demokratik për Integrim) е политическа партия на етническите албанци в Северна Македония.

## История
Сформирана е три месеца преди провеждането на парламентарните избори в Република Македония през 2002 от бивши членове на така наречената Армия за национално освобождение (АНО) – паравоенно образувание, което през 2001 г. води сражения с правителствените части на Република Македония. Нейният лидер е Али Ахмети.
На изборите през 2002 г. ДСИ печели 11,9% от гласовете (70% от гласувалите за партията са етнически албанци), което я прави най-голямата политическа партия на албанците в македонския политически спектър. След изборите, ДСИ влиза в правителствена коалиция заедно с СДСМ и с Либералнодемократическата партия (ЛДП).